# Tizac-de-Curton
Tizac-de-Curton är en kommun i departementet Gironde i regionen Nouvelle-Aquitaine i sydvästra Frankrike. Kommunen ligger i kantonen Branne som tillhör arrondissementet Libourne. År 2022 hade Tizac-de-Curton 376 invånare.

## Befolkningsutveckling
Antalet invånare i kommunen Tizac-de-Curton
Referens:INSEE